# Pompeius (Konsul 501)
Flavius Pompeius († 19. Januar 532 in Konstantinopel) war ein oströmischer patricius und Neffe des Kaisers Anastasios I. 

## Leben
Pompeius gehörte zu den einflussreichen Aristokraten der ausgehenden Spätantike, was er nicht zuletzt der Protektion durch den kinderlosen Kaiser zu verdanken hatte. Im Jahr 501, ein Jahr nach seinem Bruder Hypatius und ein Jahr vor seinem Cousin Probus, bekleidete er das ordentliche Konsulat. Er blieb in der Folgezeit ein loyaler Helfer seines Onkels, konnte diesen aber während der schweren Krise um 515, als der General Vitalian rebellierte, kaum wirksam unterstützen. 517/518 wurde Pompeius zum magister militum per Thracias ernannt und mit dem Kommando eines Feldzugs gegen die auf dem Balkan vordringenden Anten betraut. 
Als Anastasios 518 starb, war Pompeius, ebenso wie Hypatius, wohl nicht in Konstantinopel, weshalb er bei der Regelung der Nachfolge keine Rolle spielte. Dennoch bekleidete er auch unter dem neuen Kaiser Justin I.  hohe Ämter. Zu Beginn der Regierungszeit Justinians I. wurde Pompeius zum magister militum praesentalis befördert.
Auf die Neffen des Anastasios richteten sich beim Nika-Aufstand im Januar 532 offenbar die Hoffnungen jener Senatoren, die mit dem neuen Kaiser nicht einverstanden waren: Am 15. Januar zog eine Menge zum Haus des Probus und verlangte mit den Rufen „Probus, Kaiser für Rom“ Waffen für die Aufständischen. Als die Antwort ausblieb, legten sie Feuer an das Haus. Drei Tage später wurde Hypatius von den Rebellen auf dem Konstantinsforum zum Gegenkaiser ausgerufen. Nachdem sich Hypatius und Pompeius mit ihren Anhängern ins Hippodrom begeben hatten, um die Akklamationen des Volkes entgegenzunehmen, drangen kaisertreue Truppen in den Circus ein und richteten ein Blutbad an. Die Brüder wurden gefangen genommen und nach kurzer Haft am 19. Januar hingerichtet, ihre Leichen ins Meer geworfen.